# Filaret (Gusiew)
Filaret, imię świeckie Walerij Gusiew (ur. 14 sierpnia 1975 w Łubieńkowskim) – rosyjski biskup prawosławny.

## Życiorys
Absolwent seminarium duchownego w Moskwie (1995), po ukończeniu którego przez rok pracował jako nauczyciel historii w III gimnazjum w Udomlu oraz służył jako lektor w cerkwi św. Jana Teologa w Troicy. W 1999 ukończył studia magisterskie na wydziale historii Uniwersytetu Twerskiego. 15 kwietnia 2002 przyjął święcenia diakońskie z rąk arcybiskupa twerskiego Wiktora. 1 sierpnia tego samego roku został wyświęcony na kapłana. 12 kwietnia 2003 złożył śluby zakonne w riasofor, przyjmując imię Włodzimierz na cześć św. Włodzimierza Moszczańskiego. Został skierowany do służby w soborze św. Włodzimierza w Udomlu. 7 grudnia tego samego roku złożył śluby wieczyste z imieniem Filaret na cześć św. Filareta, metropolity moskiewskiego. W 2008 w trybie eksternistycznym ukończył Petersburską Akademię Duchowną. Równocześnie od 2006 służył w cerkwi Ikony Matki Bożej „Znak” w Ostaszkowie, zaś od 2008 był przewodniczącym oddziału edukacji religijnej i katechizacji przy eparchii twerskiej. W 2009 otrzymał godność ihumena.
28 grudnia 2011 Święty Synod Rosyjskiego Kościoła Prawosławnego nominował go na biskupa bieżeckiego i wiesjegońskiego, pierwszego ordynariusza nowo utworzonej eparchii. W związku z tą nominacją 1 stycznia 2012 otrzymał godność archimandryty. 16 marca 2012 Synod zmienił wcześniejszą nominację, wyznaczając archimandrytę Filareta na pierwszego ordynariusza eparchii kańskiej. Jego chirotonia biskupia odbyła się 24 marca 2012 w cerkwi Złożenia Szaty Chrystusa Zbawiciela w Moskwie, z udziałem patriarchy moskiewskiego i całej Rusi Cyryla, metropolitów sarańskiego i mordowskiego Warsonofiusza, emerytowanego metropolity czelabińskiego Hioba, krasnojarskiego Pantelejmona, arcybiskupa istrińskiego Arseniusza, biskupów sołniecznogorskiego Sergiusza i jenisejskiego i norylskiego Nikodema.
9 lipca 2019 r. postanowieniem Świętego Synodu przeniesiony do eparchii niżnonowogrodzkiej jako jej wikariusz, z tytułem biskupa dalniekonstantynowskiego.